# Ždírec, Jihlava
Ždírec là một làng thuộc huyện Jihlava, vùng Vysočina, Cộng hòa Séc.